# 삽입관

삽입관

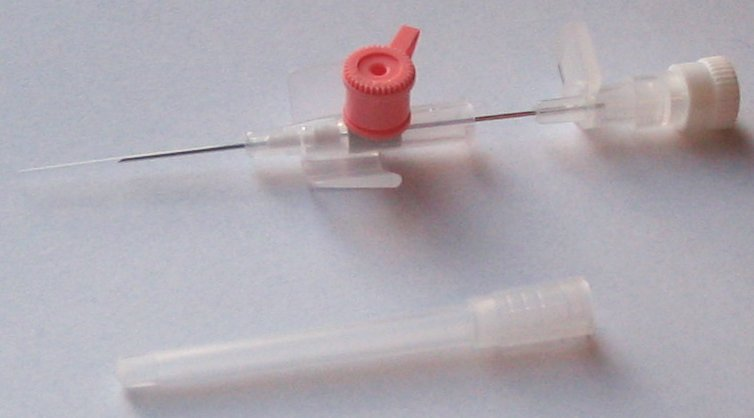
정맥 내 삽입관

삽입관 또는 캐뉼라(cannula. '작은 갈대'를 의미하는 라틴어; 복수형은 cannulae 또는 cannulas)는 몸 안에 삽입하는 일종의 튜브이다. 혈관이나 상처가 난 곳 등에 설치한다.

## 같이 보기
- 카테터
- 스텐트
- 폴리 도뇨관